# Víctor Matta
Víctor Hugo Matta (Asunción, Paraguay, 21 de abril de 1990) es un futbolista paraguayo. Juega de mediocampista ofensivo y se destaca por su gran visión de juego y su remate. Actualmente pertenece a los registros del Club 12 de Octubre de Santo Domingo de la tercera división del fútbol paraguayo.

## Trayectoria
Victor H. Matta, es un futbolista formado en las divisiones inferiores del Club Olimpia de Paraguay. Su paso destacado por las formativas, lo llevó rápidamente a ser promocionado a la categoría Reserva y luego a la Primera División. Su debut en la máxima categoría se produjo en el año 2009 con 19 años de edad, en un partido frente al club Tacuary, en donde el cuadro franjeado consiguió la victoria pon el marcador de 2 goles contra 1 y el mismo tuvo una actuación destacada, siendo asistidor en uno de los dos tantos de su equipo Luego de eso fue notablemente considerado por su gran habilidad futbolística. Su primer gol se produjo en un cuadrangular en la ciudad de Córdoba contra Club Atlético Talleres, convirtiendo el gol de la victoria para el marcador final de 2 a 1. En ese triangular, se coronó campeón. Formó parte del plantel de primera que obtuvo el título de campeón del futbol paraguayo en el 2011, luego de 11 años de sequía de títulos a nivel local. En el 2013, formó parte del plantel principal que obtuvo el subcampeonato en la Copa Libertadores de América. A finales del año 2013 da por terminado su vínculo con la institución luego de 4 temporadas.
En el año 2014 ficha por el Club General Díaz de la Primera División del Fútbol Paraguayo, donde participó de varios partidos en el torneo local así como también en la Copa Sudamericana de dicho año. Formó parte de los registros del club hasta finales del año 2015.
En el año 2016 llega a las filas del General Caballero Sport Club, permaneciendo en el conjunto Matarife hasta mediados de ese año.
En el año 2018 ficha por el Tacuary Football Club que en ese momento militaba en la tercera división del Fútbol Paraguayo, consiguiendo ese mismo año uno de los cupos para jugar el partido de promoción a la categoría Intermedia (Segunda División del Fútbol Paraguayo), partido en el cual el conjunto de Barrio Jara consigue un empate de visita contra el equipo de Club General Caballero (Mallorquín) y en el partido de vuelta cae por 2 a 0, perdiendo así la chance de ascender en ese año.
En el año 2019 tuvo un breve paso por las filas del Club Rubio Ñu de la Segunda División del Fútbol Paraguayo, donde su única aparición se produjo en un encuentro de Copa Paraguay contra el club Independiente de la Ciudad de Nanawa, partido en el cual convierte uno de los goles  del conjunto albiverde, que en esa oportunidad se impuso por el marcador de 4 goles a 0. En el segundo semestre de ese mismo año se produce su vuelta al Tacuary Football Club donde alcanza la impresionante cifra de 8 goles y 12 asistencias en un total de 14 partidos disputados, convirtiéndose así en pieza clave del equipo que consigue el ansiado ascenso a la Categoría Intermedia del Fútbol Paraguayo.
Su destacada actuación con el club de Barrio Jara, lo lleva a fichar por el Deportivo Recoleta, en el año 2020, año en el cual se suspenden todas las actividades deportivas a consecuencias de la pandemia del COVID 19. Al año siguiente (2021) luego de varias participaciones con el conjunto canario, vuelve a Tacuary Football Club donde nuevamente consigue alcanzar un gran nivel, convirtiéndose en pieza importante en el equipo que consigue el ascenso a la Primera División del Fútbol paraguayo, y también llevando a su equipo a cuartos de finales de la Copa Paraguay, encuentro en que el conjunto de barriojarense cae derrotado por el equipo de Club Atlético Tembetary en la tanda de penales.
En el año 2022 recala en las filas del histórico Club Presidente Hayes, conjunto en el que se convierte en referente y capitán por dos temporadas consecutivas.
En el 2024 ficha por el Club Sportivo Limpeño de la Primera División B del Fútbol Paraguayo y luego de un semestre con el conjunto sportivista, recala en filas del Club 12 de Octubre de Santo Domingo, donde tiene la difícil tarea de llevar a la institución a conseguir la permanencia en la categoría.

## Clubes
| Club                  | País     | Año               |
| --------------------- | -------- | ----------------- |
| Club Olimpia          | Paraguay | 2009 - 2013       |
| General Díaz          | Paraguay | 2014 - 2015       |
| General Caballero     | Paraguay | 2016              |
| Tacuary               | Paraguay | 2018              |
| Rubio Ñu              | Paraguay | 2019              |
| Tacuary               | Paraguay | 2019              |
| Recoleta              | Paraguay | 2020 - 2021       |
| Tacuary               | Paraguay | 2021              |
| Club Presidente Hayes | Paraguay | 2022 - 2023       |
| Club Sportivo Limpeño | Paraguay | 2024              |
| 12 de Octubre SD      | Paraguay | 2024 - Actualidad |

## Participaciones en Copas Nacionales
| Copa               | País     | Partidos | Goles |
| ------------------ | -------- | -------- | ----- |
| Copa Paraguay 2018 | Paraguay | 2        | 0     |
| Copa Paraguay 2019 | Paraguay | 2        | 1     |
| Copa Paraguay 2021 | Paraguay | 2        | 1     |
| Copa Paraguay 2022 | Paraguay | 1        | 0     |
| Copa Paraguay 2023 | Paraguay | 2        | 0     |
| Copa Paraguay 2024 | Paraguay | 2        | 1     |

## Palmarés
| Título                                  | Club                  | País     | Año  |
| --------------------------------------- | --------------------- | -------- | ---- |
| Copa Integración (Córdoba)              | Club Olimpia          | Paraguay | 2010 |
| Torneo Clausura                         | Club Olimpia          | Paraguay | 2011 |
| Copa Antel                              | Club Olimpia          | Paraguay | 2012 |
| Subcampeón Copa Libertadores de América | Club Olimpia          | Paraguay | 2013 |
| Ascenso a División Intermedia           | Tacuary Football Club | Paraguay | 2019 |
| Ascenso a Primera División              | Tacuary Football Club | Paraguay | 2021 |